# Vụ hỏa hoạn tòa nhà Ōsaka 2021
Vào ngày 17 tháng 12 năm 2021, một vụ hỏa hoạn đã xảy ra tại một phòng khám khoa tâm thần nằm trên tầng 4 của Tòa nhà Dojima Kita ở Kita-ku, Osaka, Nhật Bản. Đám cháy được nghi ngờ là một vụ phóng hỏa. 26 người thiệt mạng và một người khác bị thương. Ngày 30 tháng 12, nghi phạm tử vong vì vết thương trong vụ cháy.

## Hỏa hoạn
Vào ngày 17 tháng 12 năm 2021, lúc 10 giờ 20 sáng giờ địa phương, một đám cháy bùng phát tại một tòa nhà tám tầng ở Kita, một quận của Ōsaka, Nhật Bản. Đám cháy bùng phát tại một phòng khám khoa tâm thần nằm trên tầng 4, được gọi là Nishi Umeda Kokoro to Karada no Kurinikku (西梅田こころとからだのクリニック, Phòng khám Nishi Umeda về Tinh thần và Thể chất). Phòng khám chủ yếu điều trị bệnh nhân mắc chứng trầm cảm và rối loạn hoảng sợ, ngoài ra còn có các bệnh về thể chất, bao gồm thiếu máu và ngừng thở lúc ngủ. Phòng khám có một buổi tư vấn lúc 10:00 sáng giờ địa phương cho những bệnh nhân có ý định đi làm lại. Điều này là lý do có rất nhiều nạn nhân có mặt tại phòng khám trong vụ cháy.
Theo lời kể của hai người sống sót tại quầy tiếp tân, một người đàn ông bước vào phòng khám mang theo một túi giấy, rồi đặt cạnh bếp sưởi ở quầy tiếp tân. Ông ta đá vào chiếc túi, làm đổ rồi bắt lửa vào chất lỏng bên trong chiếc túi, toàn bộ nền nhà bị đốt cháy.
Hàng chục lính cứu hỏa lập tức đến tòa nhà và dập tắt ngọn lửa trong khoảng ba mươi phút. Có bảy mươi xe cứu hỏa và xe cứu thương nhanh chóng đến hiện trường. Phần lớn bên ngoài tòa nhà vẫn còn nguyên vẹn, vì đám cháy chỉ giới hạn trong một khu vực rộng 20 mét vuông. Bộ phận nhận tin báo về vụ cháy lúc 10h18 và đám cháy dập tắt vào lúc 10h46.
Các nạn nhân khó thở vì bầu không khí và khó thoát ra ngoài, vì chỉ có một lối thoát duy nhất, thang bộ và thang máy thoát hiểm được đặt bên ngoài phòng khám.

## Nạn nhân
24 người xác nhận thiệt mạng tại hiện trường vụ cháy, trong khi 4 người khác bị thương, bao gồm cả nghi phạm. Mười bốn người thiệt mạng là nam giới và mười người là phụ nữ. Độ tuổi của các nạn nhân dao động từ hai mươi đến sáu mươi. Tất cả các nạn nhân đều là bệnh nhân hoặc nhân viên tại phòng khám này.
Bốn người bị thương bao gồm nghi phạm nhập viện trong tình trạng nguy kịch với vết bỏng nặng, hai phụ nữ bất tỉnh bị thương nặng, và một phụ nữ thứ ba bị thương nhẹ. Vào ngày 21 tháng 12, một phụ nữ khoảng 20 tuổi tử vong vì ngừng tim lúc 2 giờ 50 sáng, nâng tổng số thiệt mạng lên 25 người. Ngày hôm sau, một phụ nữ khác tử vong, nâng số người thiệt mạng lên 26 người.
Bác sĩ điều trị cho các nạn nhân cho biết nhiều người có thể đã tử vong vì ngộ độc khí carbon monoxide, bởi không có nhiều vết thương bên ngoài. Cảnh sát Osaka cho biết nguyên nhân gây ra cái chết là do ngộ độc carbon monoxide.

## Điều tra
Trong quá trình điều tra cảnh sát nghi ngờ đây là một vụ phóng hỏa. Dấu vết của một chất lỏng rất dễ cháy, nghi là xăng (dầu) tìm thấy tại hiện trường. Các dấu vết trên trần phòng khám và sức lan tỏa của ngọn lửa cho thấy đây là một vụ phóng tỏa.
Ngày 18 tháng 12, cảnh sát khám xét nhà của nghi phạm ở Nishiyodogawa-ku, Osaka. Nghi phạm chuyển đến ngôi nhà này vài tháng trước khi xảy ra vụ cháy. Nửa giờ trước khi xảy ra vụ hỏa hoạn tại phòng khám, có một đám cháy nhỏ tại nhà nghi phạm. Nghi phạm 61 tuổi, là bệnh nhân cũ của phòng khám; danh tính được xác định là Tanimoto Morio, một công nhân chế tác kim loại đã nghỉ hưu, ông là bệnh nhân của phòng khám từ hai đến ba năm.
Cảnh sát nhận định vụ phóng hỏa có thể là một sự bắt chước vụ phóng hỏa Kyōto Animation năm 2019, vì cảnh sát tìm thấy một bài báo cũ về vụ phóng hỏa xưởng phim ở Kyōto trong nhà của nghi phạm. Vào tháng 11, nghi phạm đã mua 10 lít xăng để chuẩn bị phục vụ cho việc phóng hỏa. Sau vụ tấn công ở Kyōto, việc mua xăng trong các thùng chứa cần phải có ID và giải trình với người bán. Tanimoto xuất trình giấy tờ tùy thân và nói rằng số xăng đã mua là dành cho xe máy của ông.
Năm 2011, Tanimoto dùng dao đâm vào đầu con trai mình trong một vụ cưỡng bức tự sát. Ông ta bị phạt tù về hành vi này.
Các chuyên gia bất ngờ trước số người thiệt mạng của vụ cháy. Các nhà chức trách đang điều tra vì sao các nạn nhân lại bị mắc kẹt và tầng nhà bốc khói nhanh như vậy. Theo các quan chức, tòa nhà không vi phạm quy tắc phòng cháy chữa cháy nào trước đây.
Camera an ninh trong tòa nhà ghi nhận Tanimoto ném một chiếc túi, nghi chứa xăng, ở lối thoát hiểm. Dây băng được cho là sử dụng để cản trở việc sử dụng cửa. Người ta cho rằng điều này thực hiện để những người hiện diện trong phòng khám sẽ gặp khó khăn trong việc sơ tán. Các nhà điều tra tìm thấy bằng chứng về các bẫy bổ sung trong tòa nhà. Nghi phạm bị phát hiện tàng trữ một con dao, chặn một người đang cố gắng chạy về phía thang máy. Với các đường dẫn đến các lối ra bị lửa chặn, các nạn nhân đã đi vào các phòng không có cửa sổ bên trong ở phía sau phòng khám nơi họ thiệt mạng.
Tanimoto rơi vào tình trạng nguy kịch do ngộ độc carbon monoxide và bị thiếu oxy não, chấn thương não nặng và không tỉnh lại. Tuy vậy, cảnh sát tìm kiếm bằng chứng buộc tội ông ta. Vào ngày 30 tháng 12, Tanimoto tử vong trong bệnh viện do vết thương từ vụ cháy. Cảnh sát cho biết ông ta được giải cứu khỏi đám cháy mà không có dấu hiệu sinh tồn nào, sau đó đưa cấp cứu trong bệnh viện. Nguyên nhân tử vong được xác định là ngộ độc khí carbon monoxide.

## Phản ứng
Thủ tướng Nhật Bản Kishida Fumio nói rằng "Một vụ việc rất bi thảm đã xảy ra. Điều đầu tiên, chúng ta phải nỗ lực ngăn chặn sự việc tái diễn bằng cách nắm bắt tình hình thực tế và làm rõ nguyên nhân cũng như hoàn cảnh".
Thống đốc Osaka Yoshimura Hirofumi đã viết "Sở cứu hỏa thành phố đang điều tra nguyên nhân vụ cháy. Tôi nhận được báo cáo cảnh sát Osaka đang điều tra vụ hỏa hoạn nghi là một vụ phóng hỏa". Bộ trưởng Nội vụ và Truyền thông Kaneko Yasushi đã ra lệnh kiểm tra khoảng 30.000 tòa nhà ở Nhật Bản có từ ba tầng trở lên, nhưng chỉ có một cầu thang duy nhất.
Ngày 17 tháng 12 năm 2021, Thủ tướng Chính phủ Phạm Minh Chính và Bộ trưởng Ngoại giao Bùi Thanh Sơn đã gửi điện thăm hỏi tới Thủ tướng Nhật Bản Kishida Fumio và Bộ trưởng Hayashi Yoshimasa.